# Cangzhou
Cangzhou (cinese: 沧州; pinyin: Cāngzhōu) è una città-prefettura della Cina nella provincia dello Hebei.

## Amministrazione
Cangzhou comprende due distretti, quattro città-contee, nove contee e una contea autonoma:
- Distretto di Yunhe
- Distretto di Xinhua
- Botou
- Renqiu
- Huanghua
- Hejian
- Contea di Cang
- Contea di Qing
- Contea di Dongguang
- Contea di Haixing
- Contea di Yanshan
- Contea di Suning
- Contea di Nanpi
- Contea di Wuqiao
- Contea di Xian
- Contea autonoma hui di Mengcun